# Mông
Mông hay vòng 3 là hai phần tròn trên cơ thể người, nằm ở phía sau và bao bọc khu vực xương chậu của động vật linh trưởng bao gồm con người, và nhiều loài động vật khác. Các cơ mông ổn định khớp hông và là cơ lớn nhất trong toàn bộ cơ thể con người có vai trò đẩy toàn bộ cơ thể về phía trước khi chạy và đi bộ, đảm bảo hoạt động đúng của toàn bộ chân. Về sinh lý, mông phân tán trọng lượng cơ thể khi ngồi. Trong nhiều nền văn hóa, mông có ý nghĩa hấp dẫn tình dục. Nhiều nền văn hóa cũng sử dụng mông như vị trí trừng phạt thân thể vì lớp mỡ dưới da của mông bảo vệ trước các chấn thương trong khi vẫn cho phép gây ra đau đớn cho người bị trừng phạt. Mông có ý nghĩa trong nghệ thuật, văn hóa và hài hước.

## Thư viện ảnh

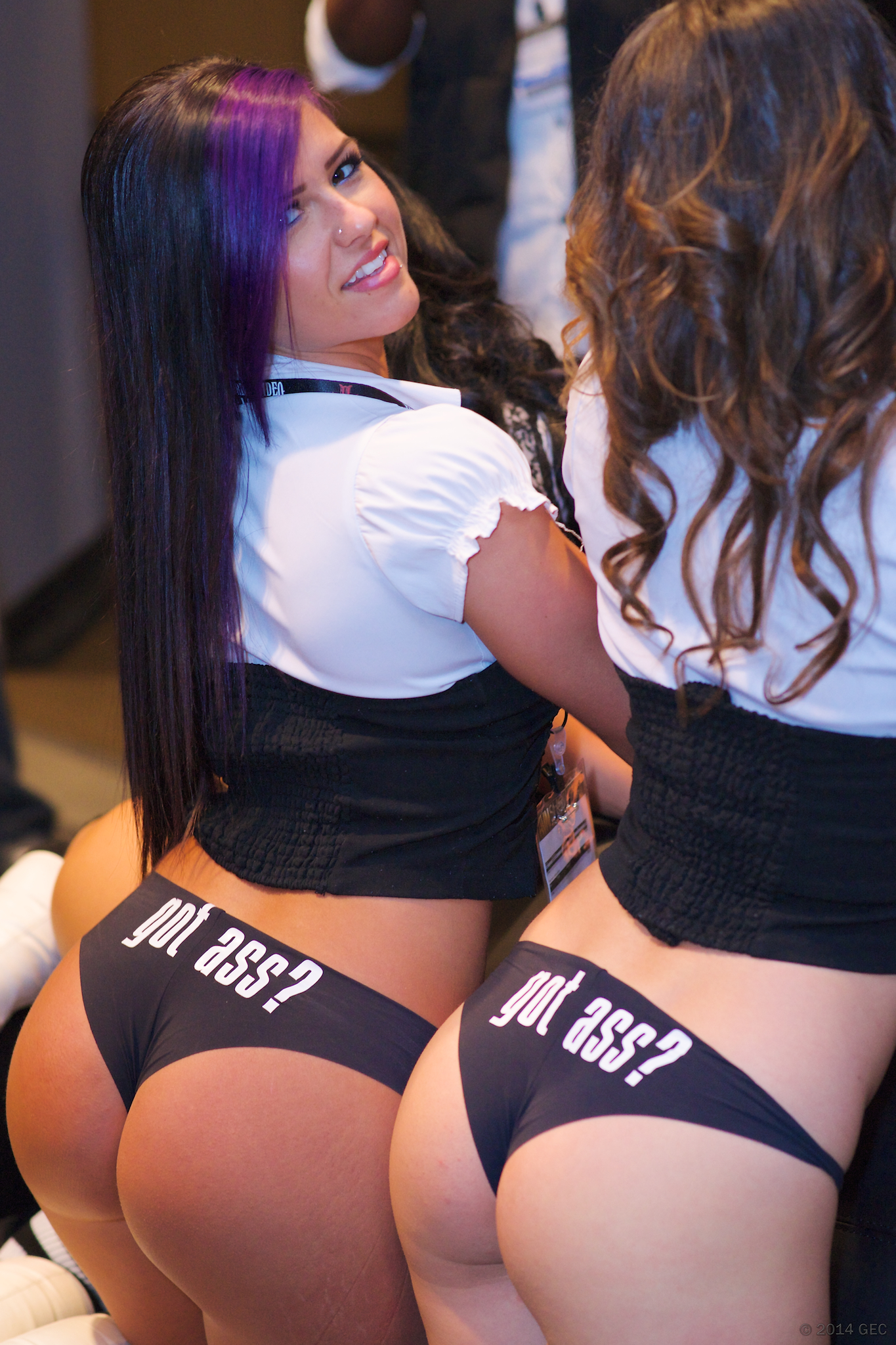
Các người mẫu tham gia "Got ass?", một cuộc thi dành cho phụ nữ có mông đẹp nhất tại AVN Adult Entertainment Expo, Las Vegas, năm 2014.
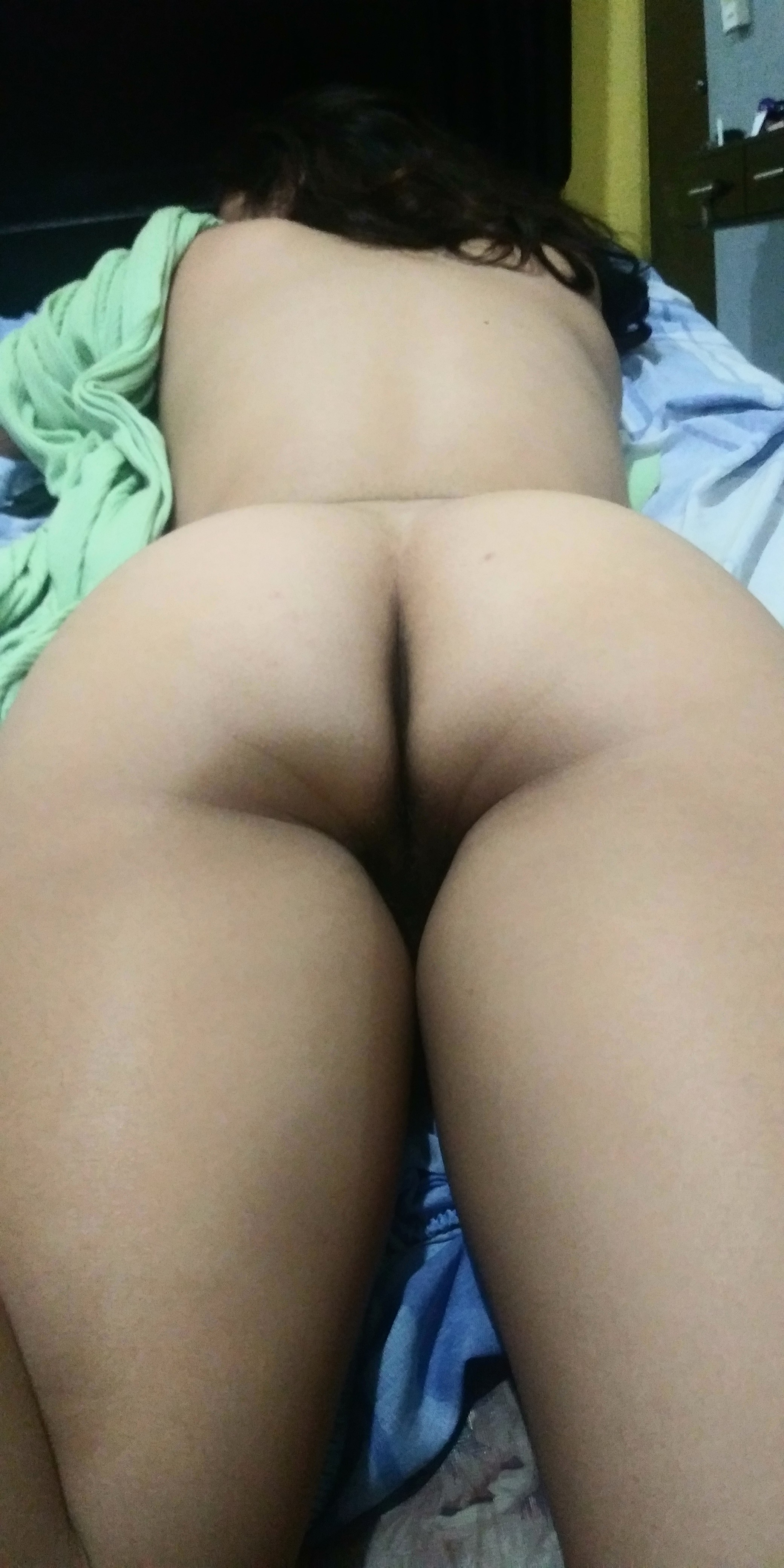
Mông của một phụ nữ trẻ
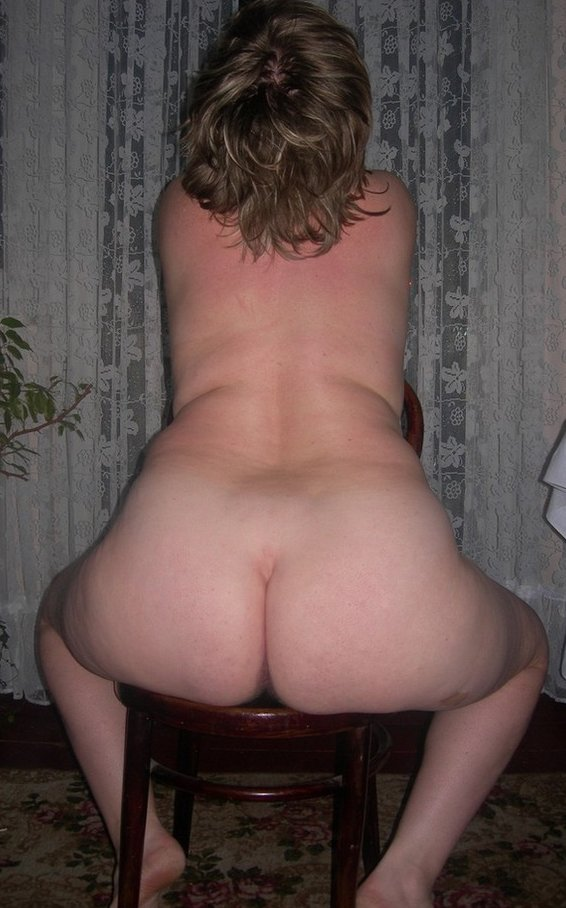
Mông của một người mẫu đang ngồi
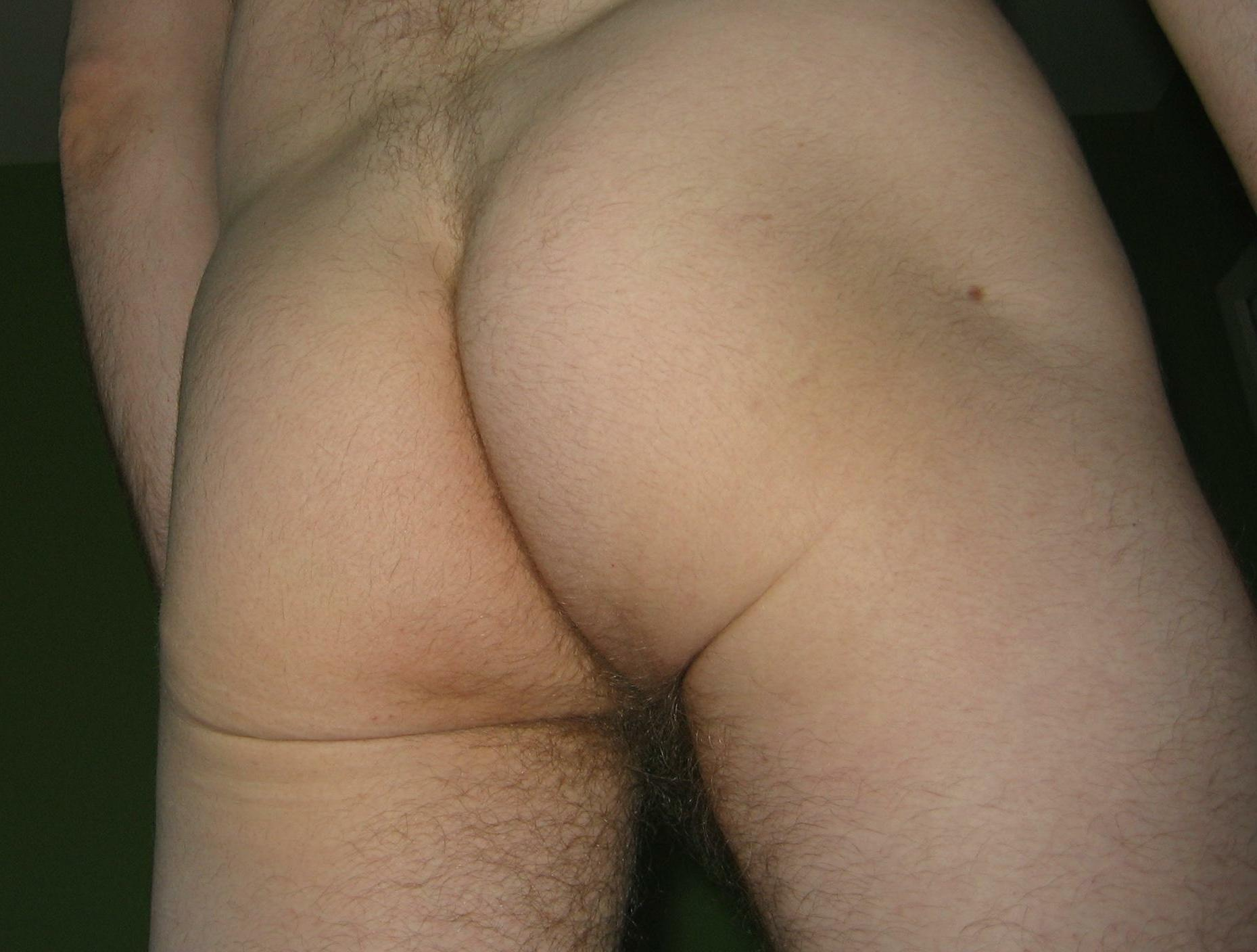
Mông của một người đàn ông